# ドラキュラZERO
『ドラキュラ ZERO』（ドラキュラ ゼロ、原題: Dracula Untold）は、15世紀に実在したヴラド・ツェペシュ（ヴラド3世）の史実にアイルランド人の小説家ブラム・ストーカーの小説『吸血鬼ドラキュラ』を織り交ぜた上で、ゲイリー・ショア監督によって2014年にアメリカ合衆国で製作されたアクションホラー映画である。
映画の主な撮影が北アイルランドで2013年8月5日に始まった。フランスでは2014年8月6日、イギリスでは同年10月3日、アメリカでは同年10月17日、日本では同年10月31日に公開された。
キャッチコピーは「その男、悪にして英雄。愛する者のため、悪にこの身を捧げよう―」。

## あらすじ
15世紀、オスマントルコという強大な勢力を誇る帝国があった。オスマンには、兵力増強のため『支配下にある国々に奴隷として子供1000人を差し出させる』という鉄の掟があった。トランシルヴァニアのワラキア公国君主として国を治めるヴラドも、幼少期、先代君主であった父によってオスマン帝国へ差し出された過去があった。幼くして戦地に投げ出されたヴラドはそこで闘いを学び、やがて『串刺し公』と呼ばれて敵を震え上がらせる非情な戦士へと変貌する。その働きにより恩赦が与えられ祖国に還る事を許されたヴラドは、自らの残忍な行いを悔い改め、公国で穏やかな日々を過ごしていた。
しかし、それから幾年もの月日が流れたある日、また悪夢がやってくる。オスマン帝国皇帝メフメト2世よりの使者ハムザ･ベイは、「王が子供1000人の差し出しを望んでいる」と掟の復活を告げる。1000人にはヴラドの息子も含まれるが、逆らえば民は根絶やしになる。妻ミレナは我が子を差し出す事に強く反発するが、息子は国を憂いて自ら帝国の奴隷となることを選ぶ。しかし我が苦渋の選択と息子の英断に水を差すハムザの無礼な物言いに、ヴラドはメフメトとの決別を決意しハムザら使者一行を斬り捨てる。
いずれ押し寄せる帝国の軍勢に対抗するため、ヴラドは牙の山に住むという魔物に救いを求めるが、魔物は「自らが魔物となって敵を滅ぼせばよい」と答えるのだった。こうしてヴラドはヴァンパイアとなり、3日の猶予が与えられる。誰にもヴァンパイアだと悟られぬようにしながら、3日という制限の中、血への激しい渇望を抑えつつ、太陽・聖水・銀を弱点としながら、民を守り、敵の大群を薙ぎ払い、誰にも頼ることの出来ない孤独な戦いに身を投じ、傷つき消耗していくのだった。

## キャスト
※括弧内は日本語吹替
- ヴラド・ドラキュラ - ルーク・エヴァンス（東地宏樹）
- ミレナ - サラ・ガドン（弓場沙織）
- メフメト2世 - ドミニク・クーパー（伊藤健太郎）
- インゲラス - アート・パーキンソン（英語版）（田村睦心）
- 古来のヴァンパイア - チャールズ・ダンス（堀勝之祐）
- ドゥミトルー - ディアミッド・マルタ（小田柿悠太）
- 修道士ルシアン - ポール・ケイ（英語版）
- カザン - ウィリアム・ヒューストン（英語版）（糸博）
- ペトル指揮官 - ノア・ハントリー（英語版）： 護衛の指揮官
- シミオン - ロナン・ヴィバート（英語版）： 賢者
- シュケルジム - ザック・マッゴーワン（英語版）（後藤ヒロキ）： ジプシーの長
- ハムザ・ベイ - フェルディナンド・キングズリー（英語版）
- オマー将軍 - ジョセフ・ロング（英語版）
- ブライト・アイズ - トール・クリスティアンソン（英語版）： 元奴隷でオスマン帝国軍の暗殺者

## 評価

### 受賞
- 第41回サターン賞（2015年）[8]
  - 最優秀ホラー映画賞

## その他
- 日本版イメージソングは、ロックバンドVAMPSが担当。
- 日本版イメージキャラクターにはタレントのローラが起用され、ドラキュラをイメージした妖艶な衣装を身に纏ったCMが作られた。
- コナミの「悪魔城ドラキュラシリーズ」とのコラボ[9]をはじめ、東京の「ヴァンパイアカフェ」[10]、大阪の「アルカード」[11]といったコンセプトレストランとのコラボメニューなど、ドラキュラに繋がりがあるコンテンツとのコラボレーションが多数行われている。
- 圧倒的に死者が多い作品としても知られる[12]。